# Javāhara Siṃha (maragià)
Maragià Javāhara Siṃha, anche traslitterato Jawahar Singh (... – 1768), è stato un sovrano appartenente al popolo Jat, dello Stato di Bharatpur. Successe al trono alla morte del padre Suraj Mal, nel 1763.

## Gioventù
Durante la sua invasione dell'India nel 1757, Ahmad Shah Abdali Durrani, padishah dell'Impero Durrani, attaccò Ballabhgarh. Il forte fu messo sotto assedio e Jawahar Singh dovette fuggire nella notte, poiché la difesa del forte non era possibile di fronte ai pesanti bombardamenti di Ahmad Shah. Dopo aver preso la città, Ahmad Shah inviò i suoi generali Jahan Khan e Najib Khan con 20000 uomini ad attaccare il territorio degli Jat e la città santa di Mathura. Secondo lo storico Jadunath Sarkar, i Maratha fuggirono in massa, mentre i Jat erano determinati a difendere questa città sacra. Jawahar Singh con 10000 uomini bloccò il cammino degli afghani e i Jat dovettero affrontare a Chaumuhan le truppe di Jahan Khan. Nello scontro che seguì la cavalleria Jat caricò le posizioni afghane e circa 10000-12000 uomini morirono da entrambe le parti. I resti dell'esercito Jat dovettero ritirarsi. Gli afghani, da parte loro, massacrarono gli abitanti della città non fortificata di Mathura, che fu saccheggiata e dove furono compiuti atti di iconoclastia.

## Carriera militare
Nel 1764, Jawahar Singh attaccò prima Najib Khan e poi bombardò Delhi. Per questa campagna chiese l'aiuto dei capi sikh e di Malhar Rao Holkarsubahdar dei Maratha. I Moghul e i Rohilla furono assediati nel forte, ma furono condotti anche negoziati di pace: infatti Jawahar Singh era alla ricerca disperata della pace, perché sospettava che Holkar facesse il doppio gioco, negoziando in segreto con Najib Khan. La campagna non fu un grande successo, poiché Jawahar Singh spese più denaro di quanto ne avesse ottenuto.
Jawahar Singh, con l'aiuto di mercenari sikh inviati da Jassa Singh Ahluwalia, sconfisse i Maratha comandati da Malhar Rao Holkar presso Dholpur nel 1766, quando Malhar Rao Holkar cercò di aiutare il fratello di Jawahar Singh, Nahar Singh, a usurpare il trono di Bharatpur. Jawahar Singh dovette ritirarsi quando Raghunath Rao, peshwa dell'impero Maratha, arrivò nel nord del Malwa. Nel 1767 sorprese le guarnigioni Maratha a Kalpi e attaccò il territorio dei Maratha; il rappresentante locale dei Maratha fuggì e l'intera area passò sotto il dominio di Jawahar Singh.
Nel 1767, Jawahar Singh si alleò con Vijay Singh, maharaja del Marwar, e marciò attraverso il territorio del Jaipur con tutto il suo esercito, con l'obiettivo di incontrare Vijay Singh a Pushkar. Tra Vijay Singh e Jawahar Singh fu firmato un accordo per estromettere i Maratha dal nord. L'incontro tra i due non fu gradito a Madho Singh, maharaja del Jaipur.
Di ritorno da Pushkar, Jawahar Singh, per vendicarsi, attaccò i villaggi del Jaipur e li saccheggiò. L'esercito Kachwaha lo seguì e a Mandoli, vicino al confine con lo stato di Bharatpur, i Kachwaha sferrarono il loro attacco. L'artiglieria dei Rajput era rimasta indietro, dando ai Jat un successo iniziale. Dopo una feroce battaglia che causò pesanti perdite da entrambe le parti, i Jat dovettero infine fuggire verso i loro territorii. I bagagli e le armi dell'esercito del Bharatpur dovettero essere abbandonati durante la ritirata.
Per dare seguito alla loro vittoria, i Rajput, al comando di Madho Singh, decisero di invadere il Bharatpur. Un'altra battaglia fu combattuta a Kama, con la conseguente sconfitta di Jawahar Singh e la ritirata dell'esercito del Bharatpur e dei mercenari sikh. In seguito Rajput dovettero ritirarsi in seguito all'arrivo di un nuovo contingente di 20000 sikh assoldati da Jawahar Singh.
Il Jawahar Singh modernizzò l'esercito Jat impiegando militari europei, come Walter Reinhardt Sombre, per addestrare l'esercito Jat.

## Morte
Jawahar Singh fu assassinato da uno dei suoi soldati favoriti nel 1768.